# Similitudine di Prandtl-Glauert
La similitudine di Prandtl-Glauert o trasformazione di Prandtl–Glauert (la quale può essere estesa come similitudine di Prandtl–Glauert–Ackeret) è una funzione approssimata che permette la comparazione di flussi subsonici (per la teoria di Ackeret anche supersonici) a differenti numeri di Mach.

## Espressione matematica
In un flusso subsonico la comprimibilità del fluido (spesso ci si interessa di aria) diventa molto più influente man mano che aumenta il numero di Mach. I valori caratteristici di un flusso incomprimibile e non viscoso, trovati ad esempio per mezzo della teoria potenziale, possono essere moltiplicati per un fattore correttivo per tener conto degli effetti della comprimibilità. La trasformazione di Prandtl-Glauert è uno di questi fattori correttivi.
Questo fattore correttivo è ricavato dalla linearizzazione delle equazioni del potenziale associate ad un flusso compressibile e non viscoso. Si scoprì che le pressioni linearizzate in questo tipo di flussi erano uguali a quelle trovate in flussi incompressibili moltiplicate per un fattore di correzione. Il fattore di correzione di Prandtl-Glauert è:
{\displaystyle c_{p}={\frac {c_{p0}}{\sqrt {1-{\mathrm {Ma_{\infty }^{2}} }}}}}
dove
- cp è il coefficiente di pressione del flusso compressibile;
- cp0 è il coefficiente di pressione del flusso incompressibile;
- M è il numero di Mach.

Questo fattore di compressione funziona bene fino a numeri di Mach minori di 0,7.
Si noti che, a causa del fatto che il fattore di correzione è derivato da equazioni linearizzate, la pressione calcolata è sempre minore dei valori effettivi di pressione all'interno del fluido.
Nel caso di Mach supersonici, lo stesso procedimento di linearizzazione porta alla similitudine di Ackeret:
{\displaystyle c_{p}={\frac {c_{p0}}{\sqrt {\mathrm {Ma_{\infty }^{2}} -1}}}\,.}

### Coefficienti aerodinamici
Dato che i coefficienti aerodinamici di portanza e resistenza sono semplicemente integrali del coefficiente di pressione, la similitudine di Prandtl-Glauert è altrettanto valida.
Il fattore di correzione d'altra parte non è valido per sforzi di taglio od altre zone di flusso dove gli effetti della viscosità non sono più trascurabili. Questo fattore di correzione modifica inoltre l'andamento della curva del coefficiente di portanza al variare dell'angolo d'attacco per strutture aerodinamiche.

## Storia
Ludwig Prandtl ha trattato questa similitudine durante i suoi corsi universitari per molto tempo, ma il primo a pubblicarla fu Hermann Glauert nel 1928.
Grazie all'introduzione di questa relazione fu possibile progettare aeroplani che fossero capaci di volare in regimi di velocità subsonici più elevati.

## Singolarità
Al tendere alla velocità del suono (Mach = 1) la similitudine implica una singolarità (il valore del coefficiente cresce fino a tendere ad infinito), anche se il comportamento fisico è ovviamente diverso (in fisica non esistono infiniti). In effetti, in questo caso, le semplificazioni introdotte con la linearizzazione delle equazioni del potenziale non sono più valide, essendo i termini non lineari non più trascurabili. Le perturbazioni aerodinamiche e termodinamiche, tuttavia, sono tanto più fortemente amplificate quanto più ci si avvicina alla velocità del suono, portando infine al boom sonico e a molto evidenti cambiamenti di fase associati alla transizione supersonica.